# Gary Olsen
Gary Olsen, född 3 november 1957 i Westminster, London, död 12 september 2000 i Melbourne, Australien var en brittisk skådespelare.

## Rollista i urval
- 1981 – Outland
- 1982 – Pink Floyd The Wall
- 1984 – Främmande fågel
- 1984–1986 – The Bill (TV-serie)
- 1988 – The Comic Strip (TV-serie)
- 1989 – Kocken, tjuven, hans fru och hennes älskare
- 1990 – Blod på guldet, Charlie (TV-serie)
- 1991 – Casualty (TV-serie)
- 1991–1999 – 2point4 Children (TV-serie)
- 1992 – Indiana Jones äventyr (TV-serie)